# Mormonia retecta
Mormonia retecta là một loài bướm đêm trong họ Noctuidae.